# Angeliki Panajiotatu
Angeliki Panajiotatu (gr. Αγγελική Παναγιωτάτου; ur. 1875 lub 1878, zm. 1954) – grecka lekarka i mikrobiolog. Była pierwszą lekarką we współczesnej Grecji, która ukończyła uniwersytet w Grecji (Maria Kalapotaki, która uzyskała kwalifikacje lekarskie kilka lat wcześniej, ukończyła uniwersytet za granicą).

## Życiorys
Panajiotatu i jej siostra Aleksandra były pierwszymi dwiema studentkami, które zostały przyjęte na studia medyczne na Uniwersytecie Ateńskim w 1893 roku, po tym, jak udowodniły, że nie ma formalnego prawa zakazującego kobietom studiowania na uniwersytecie w Grecji. W 1897 roku została pierwszą kobietą, która ukończyła szkołę medyczną w Atenach.
Po ukończeniu dalszych studiów w Niemczech wróciła na Uniwersytet Ateński jako wykładowca: była pierwszą wykładowczynią w Laboratorium Higieny Akademii Medycznej w Atenach.
Studenci protestowali i odmówili uczęszczania na jej zajęcia, ponieważ była kobietą, co zmusiło ją do rezygnacji. Przeniosła się do Egiptu, gdzie została profesorem mikrobiologii na Uniwersytecie w Kairze specjalizującym się w chorobach tropikalnych oraz dyrektorem szpitala ogólnego w Aleksandrii. W 1938 roku wróciła do Grecji i została profesorem w szkole medycznej Uniwersytetu Ateńskiego. Potem została pierwszym zastępcą profesora higieny i medycyny tropikalnej w Grecji. W 1947 roku została profesorem honorowym Akademii Medycznej w Atenach, a w 1950 roku pierwszą członkinią Akademii Ateńskiej.